# أوميفينوفير
أوميفينوفر  (الاسم التجارية Arbidol-أربيدول) هو علاج مضاد للفيروسات لعدوى الأنفلونزا يستخدم في روسيا والصين. يتم تصنيع الدواء من قبل شركة الأدوية الروسية "Pharmstandard" وعلى الرغم من أن بعض الدراسات الروسية أظهرت أنه مضاد فعال؛ إلا أنه غير معتمد للاستخدام في بلدان أخرى. كما لم يتم اعتماده من قبل إدارة الغذاء والدواء الأمريكية لعلاج الأنفلونزا أو الوقاية منها. يزعم أن هذا الدواء يمنع دخول الفيروس إلى الخلايا المستهدفة ويحفز الاستجابة المناعية. تم تجديد الاهتمام بالدواء نتيجة لتفشي السارس - CoV - 2، وتم تصنيعه على هيئة أقراص، وكبسولات وشراب.

## الفعالية
اختبرت فعالية أوميفينوفر بشكل رئيسي في الصين وروسيا وهو معروف جيدًا في هذين البلدين. أظهرت بعض الاختبارات الروسية أن الدواء فعال، وأظهرت مقارنة مباشرة مع تاميفلو كفاءة مماثلة في المختبر وفي الظروف السريرية. في عام 2007؛ حقق أوميفينوفر أعلى مبيعات في روسيا من بين الأدوية التي لا تستلزم وصفة طبية.

## طريقة عمل

### الكيمياء الحيوية
يمنع أوميفينوفر اندماج الغشاء. ويمنع الاتصال بين الفيروس والخلايا المضيفة المستهدفة. ويتم منع الانصهار بين الغلاف الفيروسي (المحيط بالغشاء الفيروسي ) وغشاء الخلية المستهدفة. مما يمنع دخول الفيروس إليها، وبالتالي يحميها من العدوى. تشير بعض الأدلة إلى أن الدواء فعال في الوقاية من عدوى من فيروسات RNA أكثر من فعاليته في الوقاية من عدوى فيروسات DNA. بالإضافة إلى فعاليته المضادة للفيروسات المحددة ضد كل من فيروسات الإنفلونزا A وفيروسات الإنفلونزا B. يظهر أوميفينوفر تأثيرات على المناعة، حيث يحفز الدواء الاستجابة المناعية الخلطية، ويحث على إنتاج الإنترفيرون ، ويحفز الوظيفة البلعمية للبلاعم.

### التطبيق السريري
يستخدم أوميفينوفر في المقام الأول كعلاج مضاد للفيروسات للإنفلونزا، كما تم التحقق منه كدواء مرشح لعلاج التهاب الكبد C.

## أبحاث
في فبراير 2020 ، اقترح لي لانجوان خبير اللجنة الوطنية للصحة في الصين، استخدام أوميفينوفر مع دارونافير كعلاج محتمل خلال جائحة فيروس كورونا 2019-20  يزعم خبراء صينيون أن الاختبارات الأولية أظهرت أن أربيدول ودارونافير يمكن أن يمنعان تكاثر الفيروس.

## آثار جانبية
تظهر الآثار الجانبية لدى الأطفال وتشمل التحسس من الدواء، والحساسية تقتصر على الأشخاص الذين يعانون من فرط الحساسية 

## نقد
في عام 2007 ، ذكرت الأكاديمية الروسية للعلوم الطبية أن آثار أوميفينوفر غير مثبتة علمياً. وانتقدت وسائل الإعلام الروسية محاولات الضغط التي قامت بها تاتيانا جوليكوفا (وزيرة الرعاية الصحية آنذاك) للترويج لأوميفينوفير  والإدعاء غير المؤكد أن أربيدول يمكن أن يسرع الشفاء من الأنفلونزا أو البرد بنسبة 1.3-2.3 يومًا.

## روابط خارجية
- "Мастерлек" المستحضرات الصيدلانية، موسكو، روسيا. رقم براءة الاختراع رقم 2033157 ، رقم التسجيل 003610/01.
- باللغة الروسية اربيدول
- الإنجليزية نشرت الدراسات السريرية وترجمة لArbidol 1973 – 2016